# Élections départementales de 2021 en Moselle
Les élections départementales dans la Moselle ont lieu les 20 et 27 juin 2021.

## Contexte départemental

### Assemblée départementale sortante
Avant les élections, le conseil départemental de la Moselle est présidé par Patrick Weiten (UDI). 
Il comprend 54 conseillers départementaux issus des 27 cantons de la Moselle. 
| Président du conseil départemental   |       |       |      |                                |
| Patrick Weiten (UDI)                 |       |       |      |                                |
| Parti                                | Sigle | Sigle | Élus | Groupes                        |
| Majorité (37 sièges)                 |       |       |      |                                |
| Union des démocrates et indépendants |       | UDI   | 13   | Indépendants de Moselle        |
| Divers droite                        |       | DVD   | 8    | Indépendants de Moselle        |
| Mouvement radical                    |       | MR    | 1    | Indépendants de Moselle        |
| Mouvement démocrate                  |       | MoDem | 1    | Indépendants de Moselle        |
| Les Républicains                     |       | LR    | 1    | Indépendants de Moselle        |
| Les Républicains                     |       | LR    | 13   | Les Républicains et apparentés |
| Opposition (17 sièges)               |       |       |      |                                |
| Parti socialiste                     |       | PS    | 12   | Socialiste et apparentés       |
| Divers gauche                        |       | DVG   | 2    | Socialiste et apparentés       |
| La République en marche              |       | LREM  | 2    | Non-inscrits                   |
| Divers droite                        |       | DVD   | 1    | Non-inscrits                   |

## Système électoral
Les élections ont lieu au scrutin majoritaire binominal à deux tours. Le système est paritaire : les candidatures sont présentées sous la forme d'un binôme composé d'une femme et d'un homme avec leurs suppléants (une femme et un homme également).
Pour être élu au premier tour, un binôme doit obtenir la majorité absolue des suffrages exprimés et un nombre de suffrages au moins égal à 25 % des électeurs inscrits. Si aucun binôme n'est élu au premier tour, seuls peuvent se présenter au second tour les binômes qui ont obtenu un nombre de suffrages au moins égal à 12,5 % des électeurs inscrits, sans possibilité pour les binômes de fusionner. Est élu au second tour le binôme qui obtient le plus grand nombre de voix.

## Résultats à l'échelle du département

### Résultats par nuances
| Binômes                  | Binômes                             | Binômes                  | Premier tour | Premier tour | Second tour | Second tour   | Sièges | +/-           |
| Binômes                  | Binômes                             | Binômes                  | Voix         | %            | Voix        | %             | Sièges | +/-           |
| ------------------------ | ----------------------------------- | ------------------------ | ------------ | ------------ | ----------- | ------------- | ------ | ------------- |
|                          | Rassemblement national              | RN                       | 44 802       | 23,67        | 29 630      | 15,77         | 0      | en stagnation |
|                          | Divers droite                       | DVD                      | 36 848       | 19,47        | 44 978      | 23,95         | 12     | 2             |
|                          | Union à droite                      | UD                       | 32 233       | 17,03        | 42 865      | 22,82         | 20     | 8             |
|                          | Union au centre et à droite         | UCD                      | 18 789       | 9,93         | 25 775      | 13,72         | 12     | 12            |
|                          | Union à gauche avec des écologistes | UGE                      | 16 565       | 8,75         | 16 264      | 8,66          | 0      | en stagnation |
|                          | Divers gauche                       | DVG                      | 10 252       | 5,42         | 11 758      | 6,26          | 4      | 4             |
|                          | Les Républicains                    | LR                       | 6 596        | 3,48         | 7 964       | 4,24          | 4      | 2             |
|                          | Union au centre et à gauche         | UCG                      | 4 623        | 2,44         | 3 450       | 1,84          | 2      | 2             |
|                          | Union à gauche                      | UG                       | 3 751        | 1,98         |             |               | 0      | en stagnation |
|                          | Union au centre                     | UC                       | 3 317        | 1,75         | 0           | en stagnation |        |               |
|                          | Parti socialiste                    | SOC                      | 3 241        | 1,71         | 2 681       | 1,41          | 0      | 14            |
|                          | Extrême gauche                      | EXG                      | 2 472        | 1,31         | 2 468       | 1,31          | 0      | en stagnation |
|                          | Divers centre                       | DVC                      | 1 175        | 0,62         |             |               | 0      | en stagnation |
|                          | Écologistes                         | ECO                      | 1 104        | 0,58         | 0           | en stagnation |        |               |
|                          | Parti communiste français           | COM                      | 963          | 0,51         | 0           | en stagnation |        |               |
|                          | Divers                              | DIV                      | 942          | 0,50         | 0           | en stagnation |        |               |
|                          | Droite souverainiste                | DSV                      | 455          | 0,24         | 0           | en stagnation |        |               |
|                          | Parti radical de gauche             | RDG                      | 432          | 0,23         | 0           | en stagnation |        |               |
|                          |                                     |                          |              |              |             |               |        |               |
| Suffrages exprimés       | Suffrages exprimés                  | Suffrages exprimés       | 189 274      | 95,36        | 187 833     | 93,21         |        |               |
| Votes blancs             | Votes blancs                        | Votes blancs             | 6 441        | 3,25         | 10 186      | 5,05          |        |               |
| Votes nuls               | Votes nuls                          | Votes nuls               | 2 759        | 1,39         | 3 502       | 1,74          |        |               |
| Total                    | Total                               | Total                    | 198 474      | 100          | 201 521     | 100           | 54     | en stagnation |
| Abstentions              | Abstentions                         | Abstentions              | 541 899      | 73,19        | 540 540     | 72,84         |        |               |
| Inscrits / participation | Inscrits / participation            | Inscrits / participation | 740 373      | 26,81        | 742 061     | 27,16         |        |               |

### Assemblée départementale élue
| Président du conseil départemental   |       |       |      |                              |
| Patrick Weiten (UDI)                 |       |       |      |                              |
| Parti                                | Sigle | Sigle | Élus | Groupes                      |
| Majorité (50 sièges)                 |       |       |      |                              |
| Divers droite                        |       | DVD   | 19   | Indépendants de Moselle      |
| Union des démocrates et indépendants |       | UDI   | 7    | Indépendants de Moselle      |
| Divers centre                        |       | DVC   | 4    | Indépendants de Moselle      |
| Mouvement radical                    |       | MR    | 3    | Indépendants de Moselle      |
| Les Républicains                     |       | LR    | 17   | Républicains et indépendants |
| Opposition (4 sièges)                |       |       |      |                              |
| Parti socialiste                     |       | PS    | 2    | Socialistes et Apparentés    |
| Divers gauche                        |       | DVG   | 2    | Socialistes et Apparentés    |

### Élus par canton
| Canton                 | Conseiller Sortant          | Parti | Parti | Conseiller Élu              | Parti | Parti |
| ---------------------- | --------------------------- | ----- | ----- | --------------------------- | ----- | ----- |
| Algrange               | Éraldo Marroni              |       | PS    | Alexandra Rebstock-Pinna    |       | DVC   |
| Algrange               | Peggy Mazzero               |       | PS    | Mathieu Weis                |       | DVD   |
| Bitche                 | Anne Mazuy-Harter           |       | DVD   | Sophie Pastor               |       | DVC   |
| Bitche                 | David Suck                  |       | MR    | David Suck                  |       | MR    |
| Boulay-Moselle         | Jean-Paul Dastillung        |       | UDI   | Jean-Paul Dastillung        |       | UDI   |
| Boulay-Moselle         | Ginette Magras              |       | LR    | Ginette Magras              |       | LR    |
| Bouzonville            | Katia Muller                |       | UDI   | Estelle Bohr                |       | LR    |
| Bouzonville            | Laurent Steichen            |       | UDI   | Armel Chabane               |       | LR    |
| Les Coteaux de Moselle | Jean François               |       | LR    | Jean François               |       | LR    |
| Les Coteaux de Moselle | Bernadette Lapaque          |       | LR    | Bernadette Lapaque          |       | LR    |
| Fameck                 | Clément Arnould             |       | PS    | Rémy Dick                   |       | LR    |
| Fameck                 | Michèle Bey                 |       | PS    | Laurence Kléber             |       | DVD   |
| Faulquemont            | Danièle Jager-Weber         |       | DVD   | Marie-Élisabeth Becker      |       | DVD   |
| Faulquemont            | François Lavergne           |       | LR    | Jean-Luc Saccani            |       | DVD   |
| Forbach                | Carmen Diligent             |       | LR    | Christelle Loria-Manck      |       | DVD   |
| Forbach                | Gilbert Schuh               |       | UDI   | Gilbert Schuh               |       | UDI   |
| Freyming-Merlebach     | Françoise Goldite           |       | PS    | Léonce-Henriette Celka      |       | MR    |
| Freyming-Merlebach     | Laurent Kleinhentz          |       | PS    | Laurent Muller              |       | LR    |
| Hayange                | Nathalie Ambrosin-Chini     |       | PS    | Nathalie Ambrosin-Chini     |       | PS    |
| Hayange                | Luc Corradi                 |       | DVG   | Luc Corradi                 |       | DVG   |
| Metz-1                 | Dominique Gros              |       | PS    | Patrick Thil                |       | LR    |
| Metz-1                 | Patricia Sallusti           |       | PS    | Doan Tran                   |       | DVD   |
| Metz-2                 | Patricia Arnold             |       | DVD   | Patricia Arnold             |       | DVD   |
| Metz-2                 | Denis Jacquat               |       | LR    | Khalifé Khalifé             |       | DVD   |
| Metz-3                 | Sébastien Koenig            |       | PS    | Emmanuel Lebeau             |       | DVD   |
| Metz-3                 | Sélima Saadi                |       | PS    | Anne Stemart                |       | LR    |
| Metzervisse            | Isabelle Rauch              |       | LREM  | Pierre Tacconi              |       | MR    |
| Metzervisse            | Pierre Zenner               |       | UDI   | Magaly Tonin                |       | LR    |
| Montigny-lès-Metz      | Marie-Louise Kuntz          |       | LR    | Marie-Louise Kuntz          |       | LR    |
| Montigny-lès-Metz      | Lucien Vetsch               |       | UDI   | Jean-Luc Bohl               |       | UDI   |
| Le Pays messin         | Martine Gillard             |       | UDI   | Patrick Grélot              |       | DVD   |
| Le Pays messin         | Jean-Louis Masson           |       | DVD   | Marie-Jo Zimmermann         |       | DVD   |
| Phalsbourg             | Nicole Pierrard             |       | DVD   | Véréna Fogel-Gossé          |       | DVD   |
| Phalsbourg             | Patrick Reichheld           |       | UDI   | Patrick Reichheld           |       | UDI   |
| Rombas                 | Danielle Calcari-Jean       |       | DVG   | Danielle Calcari-Jean       |       | DVG   |
| Rombas                 | Lionel Fournier             |       | PS    | Lionel Fournier             |       | PS    |
| Saint-Avold            | Patricia Boeglen            |       | MoDem | Flora Pili                  |       | DVC   |
| Saint-Avold            | André Wojciechowski         |       | LR    | Emmanuel Schuler            |       | DVC   |
| Sarralbe               | Claude Bitte                |       | LR    | Sonya Cristinelli-Fraiboeuf |       | LR    |
| Sarralbe               | Sonya Cristinelli-Fraiboeuf |       | LR    | Romuald Yahiaoui            |       | LR    |
| Sarrebourg             | Christine Herzog            |       | DVD   | Christine Herzog            |       | DVD   |
| Sarrebourg             | Bernard Simon               |       | DVD   | Bernard Simon               |       | DVD   |
| Sarreguemines          | Jean-Claude Cunat           |       | UDI   | Jean-Claude Cunat           |       | UDI   |
| Sarreguemines          | Évelyne Firtion             |       | DVD   | Évelyne Firtion             |       | DVD   |
| Le Saulnois            | Jeannine Berviller          |       | UDI   | Gaëtan Benimeddourene       |       | LR    |
| Le Saulnois            | Fernand Lormant             |       | LR    | Sylvie Bouschbacher         |       | DVD   |
| Le Sillon mosellan     | Julien Freyburger           |       | LR    | Julien Freyburger           |       | LR    |
| Le Sillon mosellan     | Valérie Romilly             |       | DVD   | Valérie Romilly             |       | DVD   |
| Stiring-Wendel         | Élisabeth Haag              |       | DVD   | Élisabeth Haag              |       | DVD   |
| Stiring-Wendel         | Constant Kieffer            |       | LR    | Constant Kieffer            |       | LR    |
| Thionville             | Pauline Lapointe-Zordan     |       | LR    | Pierre Cuny                 |       | DVD   |
| Thionville             | Olivier Rech                |       | LREM  | Brigitte Schneider          |       | DVD   |
| Yutz                   | Patrick Weiten              |       | UDI   | Patrick Weiten              |       | UDI   |
| Yutz                   | Rachel Zirovnik             |       | UDI   | Rachel Zirovnik             |       | UDI   |

## Résultats par canton
Les binômes sont présentés par ordre décroissant des résultats au premier tour. En cas de victoire au second tour du binôme arrivé en deuxième place au premier, ses résultats sont indiqués en gras. 

### Canton d'Algrange
| Candidats                | Candidats                | Partis                   | Nuance                   | Premier tour | Premier tour | Second tour | Second tour |
| Candidats                | Candidats                | Partis                   | Nuance                   | Voix         | %            | Voix        | %           |
| ------------------------ | ------------------------ | ------------------------ | ------------------------ | ------------ | ------------ | ----------- | ----------- |
|                          | Alexandra Rebstock Pinna | DVC                      | UCG                      | 2 423        | 41,67        | 3 450       | 58,30       |
|                          | Mathieu Weis             | DVD                      | UCG                      | 2 423        | 41,67        | 3 450       | 58,30       |
|                          | Gilles Destremont        | DVG                      | EXG                      | 1 843        | 31,69        | 2 468       | 41,70       |
|                          | Béatrice Ficarra         | DVG                      | EXG                      | 1 843        | 31,69        | 2 468       | 41,70       |
|                          | Alexandre Christoph      | RN                       | RN                       | 1 549        | 26,64        |             |             |
|                          | Martine Gehin            | RN                       | RN                       | 1 549        | 26,64        |             |             |
|                          |                          |                          |                          |              |              |             |             |
| Suffrages exprimés       | Suffrages exprimés       | Suffrages exprimés       | Suffrages exprimés       | 5 815        | 95,75        | 5 918       | 93,01       |
| Votes blancs             | Votes blancs             | Votes blancs             | Votes blancs             | 179          | 2,95         | 358         | 5,63        |
| Votes nuls               | Votes nuls               | Votes nuls               | Votes nuls               | 79           | 1,30         | 87          | 1,37        |
| Total                    | Total                    | Total                    | Total                    | 6 079        | 100          | 6 363       | 100         |
| Abstention               | Abstention               | Abstention               | Abstention               | 21 487       | 77,96        | 21 208      | 76,92       |
| Inscrits / participation | Inscrits / participation | Inscrits / participation | Inscrits / participation | 27 560       | 22,04        | 27 571      | 23,08       |

### Canton de Bitche
| Candidats                | Candidats                | Partis                   | Nuance                   | Premier tour | Premier tour | Second tour | Second tour |
| Candidats                | Candidats                | Partis                   | Nuance                   | Voix         | %            | Voix        | %           |
| ------------------------ | ------------------------ | ------------------------ | ------------------------ | ------------ | ------------ | ----------- | ----------- |
|                          | Sophie Pastor            | DVC                      | UCD                      | 3 912        | 48,21        | 4 594       | 54,26       |
|                          | David Suck               | MR                       | UCD                      | 3 912        | 48,21        | 4 594       | 54,26       |
|                          | Michel Botzung           | DVD                      | DVD                      | 2 687        | 33,11        | 3 873       | 45,74       |
|                          | Anne Mazuy               | DVD                      | DVD                      | 2 687        | 33,11        | 3 873       | 45,74       |
|                          | Marielle Le Guern        | RN                       | RN                       | 1 516        | 18,68        |             |             |
|                          | Fabrice Schaaff          | RN                       | RN                       | 1 516        | 18,68        |             |             |
|                          |                          |                          |                          |              |              |             |             |
| Suffrages exprimés       | Suffrages exprimés       | Suffrages exprimés       | Suffrages exprimés       | 8 115        | 95,43        | 8 467       | 94,39       |
| Votes blancs             | Votes blancs             | Votes blancs             | Votes blancs             | 240          | 2,82         | 344         | 3,84        |
| Votes nuls               | Votes nuls               | Votes nuls               | Votes nuls               | 149          | 1,75         | 159         | 1,77        |
| Total                    | Total                    | Total                    | Total                    | 8 504        | 100          | 8 970       | 100         |
| Abstention               | Abstention               | Abstention               | Abstention               | 17 501       | 67,30        | 17 039      | 65,51       |
| Inscrits / participation | Inscrits / participation | Inscrits / participation | Inscrits / participation | 26 005       | 32,70        | 26 009      | 34,49       |

### Canton de Boulay-Moselle
| Candidats                | Candidats                | Partis                   | Nuance                   | Premier tour | Premier tour | Second tour | Second tour |
| Candidats                | Candidats                | Partis                   | Nuance                   | Voix         | %            | Voix        | %           |
| ------------------------ | ------------------------ | ------------------------ | ------------------------ | ------------ | ------------ | ----------- | ----------- |
|                          | Jean-Paul Dastillung     | UDI                      | UD                       | 2 966        | 48,16        | 3 846       | 64,90       |
|                          | Ginette Magras           | LR                       | UD                       | 2 966        | 48,16        | 3 846       | 64,90       |
|                          | Lucien Da Ros            | RN                       | RN                       | 2 088        | 33,91        | 2 080       | 35,10       |
|                          | Fabienne Schneider       | RN                       | RN                       | 2 088        | 33,91        | 2 080       | 35,10       |
|                          | Edith Losson             | ÉCO                      | ECO                      | 1 104        | 17,93        |             |             |
|                          | Luc Muller               | EÉLV                     | ECO                      | 1 104        | 17,93        |             |             |
|                          |                          |                          |                          |              |              |             |             |
| Suffrages exprimés       | Suffrages exprimés       | Suffrages exprimés       | Suffrages exprimés       | 6 158        | 95,74        | 5 926       | 94,18       |
| Votes blancs             | Votes blancs             | Votes blancs             | Votes blancs             | 187          | 2,91         | 263         | 4,18        |
| Votes nuls               | Votes nuls               | Votes nuls               | Votes nuls               | 87           | 1,35         | 103         | 1,64        |
| Total                    | Total                    | Total                    | Total                    | 6 432        | 100          | 6 292       | 100         |
| Abstention               | Abstention               | Abstention               | Abstention               | 16 158       | 71,53        | 16 304      | 72,15       |
| Inscrits / participation | Inscrits / participation | Inscrits / participation | Inscrits / participation | 22 590       | 28,47        | 22 596      | 27,85       |

### Canton de Bouzonville
| Candidats                | Candidats                | Partis                   | Nuance                   | Premier tour | Premier tour | Second tour | Second tour |
| Candidats                | Candidats                | Partis                   | Nuance                   | Voix         | %            | Voix        | %           |
| ------------------------ | ------------------------ | ------------------------ | ------------------------ | ------------ | ------------ | ----------- | ----------- |
|                          | Estelle Bohr             | LR                       | LR                       | 3 390        | 47,00        | 4 454       | 63,84       |
|                          | Armel Chabane            | LR                       | LR                       | 3 390        | 47,00        | 4 454       | 63,84       |
|                          | Jérôme Develle           | DVD                      | DVD                      | 1 574        | 21,82        | 2 523       | 36,16       |
|                          | Katia Muller             | UDI                      | DVD                      | 1 574        | 21,82        | 2 523       | 36,16       |
|                          | Francine Ciarkowski      | RN                       | RN                       | 1 150        | 15,95        |             |             |
|                          | José Ribeiro Teixeira    | RN                       | RN                       | 1 150        | 15,95        |             |             |
|                          | Myriam Barthel           | DVC                      | DVC                      | 882          | 12,23        |             |             |
|                          | Pascal Rapp              | PL                       | DVC                      | 882          | 12,23        |             |             |
|                          | Trystan Ercker           | DLF                      | DSV                      | 216          | 3,00         |             |             |
|                          | Rachel Sesko             | DLF                      | DSV                      | 216          | 3,00         |             |             |
|                          |                          |                          |                          |              |              |             |             |
| Suffrages exprimés       | Suffrages exprimés       | Suffrages exprimés       | Suffrages exprimés       | 7 212        | 94,78        | 6 977       | 92,88       |
| Votes blancs             | Votes blancs             | Votes blancs             | Votes blancs             | 283          | 3,72         | 391         | 5,21        |
| Votes nuls               | Votes nuls               | Votes nuls               | Votes nuls               | 114          | 1,50         | 144         | 1,92        |
| Total                    | Total                    | Total                    | Total                    | 7 609        | 100          | 7 512       | 100         |
| Abstention               | Abstention               | Abstention               | Abstention               | 15 705       | 67,36        | 15 810      | 67,79       |
| Inscrits / participation | Inscrits / participation | Inscrits / participation | Inscrits / participation | 23 314       | 32,64        | 23 314      | 32,21       |

### Canton des Coteaux de Moselle
| Candidats                | Candidats                | Partis                   | Nuance                   | Premier tour | Premier tour | Second tour | Second tour |
| Candidats                | Candidats                | Partis                   | Nuance                   | Voix         | %            | Voix        | %           |
| ------------------------ | ------------------------ | ------------------------ | ------------------------ | ------------ | ------------ | ----------- | ----------- |
|                          | Jean François            | LR                       | UD                       | 3 811        | 47,86        | 5 124       | 65,68       |
|                          | Bernadette Lapaque       | LR                       | UD                       | 3 811        | 47,86        | 5 124       | 65,68       |
|                          | Mathias Boquet           | EÉLV                     | UGE                      | 2 307        | 29,98        | 2 677       | 34,32       |
|                          | Marie Michelle Hafner    | PS                       | UGE                      | 2 307        | 29,98        | 2 677       | 34,32       |
|                          | Nathalie Dalmar          | RN                       | RN                       | 1 844        | 23,16        |             |             |
|                          | Virgile Garni            | RN                       | RN                       | 1 844        | 23,16        |             |             |
|                          |                          |                          |                          |              |              |             |             |
| Suffrages exprimés       | Suffrages exprimés       | Suffrages exprimés       | Suffrages exprimés       | 7 962        | 95,88        | 7 801       | 92,62       |
| Votes blancs             | Votes blancs             | Votes blancs             | Votes blancs             | 243          | 2,93         | 489         | 5,81        |
| Votes nuls               | Votes nuls               | Votes nuls               | Votes nuls               | 99           | 1,19         | 133         | 1,58        |
| Total                    | Total                    | Total                    | Total                    | 8 304        | 100          | 8 423       | 100         |
| Abstention               | Abstention               | Abstention               | Abstention               | 19 563       | 70,20        | 19 448      | 69,78       |
| Inscrits / participation | Inscrits / participation | Inscrits / participation | Inscrits / participation | 27 867       | 29,80        | 27 871      | 30,22       |

### Canton de Fameck
| Candidats                | Candidats                | Partis                   | Nuance                   | Premier tour | Premier tour | Second tour | Second tour |
| Candidats                | Candidats                | Partis                   | Nuance                   | Voix         | %            | Voix        | %           |
| ------------------------ | ------------------------ | ------------------------ | ------------------------ | ------------ | ------------ | ----------- | ----------- |
|                          | Rémy Dick                | LR                       | UCD                      | 1 789        | 34,32        | 3 386       | 64,87       |
|                          | Laurence Kléber          | DVD                      | UCD                      | 1 789        | 34,32        | 3 386       | 64,87       |
|                          | Denis Centomo            | RN                       | RN                       | 1 478        | 28,35        | 1 834       | 35,13       |
|                          | Christine Rayeur         | RN                       | RN                       | 1 478        | 28,35        | 1 834       | 35,13       |
|                          | Michèle Bey              | PS                       | SOC                      | 1 378        | 26,43        |             |             |
|                          | Jean-François Medves     | PS                       | SOC                      | 1 378        | 26,43        |             |             |
|                          | Corinne Lombardi         | DVC                      | UCG                      | 568          | 10,90        |             |             |
|                          | Grégory Vernel           | MoDem                    | UCG                      | 568          | 10,90        |             |             |
|                          |                          |                          |                          |              |              |             |             |
| Suffrages exprimés       | Suffrages exprimés       | Suffrages exprimés       | Suffrages exprimés       | 5 213        | 95,97        | 5 220       | 93,95       |
| Votes blancs             | Votes blancs             | Votes blancs             | Votes blancs             | 149          | 2,74         | 261         | 4,70        |
| Votes nuls               | Votes nuls               | Votes nuls               | Votes nuls               | 70           | 1,29         | 75          | 1,35        |
| Total                    | Total                    | Total                    | Total                    | 5 432        | 100          | 5 556       | 100         |
| Abstention               | Abstention               | Abstention               | Abstention               | 22 431       | 80,50        | 22 316      | 80,07       |
| Inscrits / participation | Inscrits / participation | Inscrits / participation | Inscrits / participation | 27 863       | 19,50        | 27 872      | 19,93       |

### Canton de Faulquemont
| Candidats                | Candidats                | Partis                   | Nuance                   | Premier tour | Premier tour | Second tour | Second tour |
| Candidats                | Candidats                | Partis                   | Nuance                   | Voix         | %            | Voix        | %           |
| ------------------------ | ------------------------ | ------------------------ | ------------------------ | ------------ | ------------ | ----------- | ----------- |
|                          | Olivier Bauchat          | RN                       | RN                       | 2 817        | 33,11        | 3 281       | 39,91       |
|                          | Magali Châtelain         | RN                       | RN                       | 2 817        | 33,11        | 3 281       | 39,91       |
|                          | Marie-Élisabeth Becker   | DVD                      | DVD                      | 2 001        | 23,52        | 4 941       | 60,09       |
|                          | Jean-Luc Saccani         | DVD                      | DVD                      | 2 001        | 23,52        | 4 941       | 60,09       |
|                          | Béatrice Kempenich       | DVD                      | DVD                      | 1 950        | 22,92        |             |             |
|                          | Emmanuel Thiry           | DVD                      | DVD                      | 1 950        | 22,92        |             |             |
|                          | Fanny Duthilleul         | PCF                      | UG                       | 1 739        | 20,44        |             |             |
|                          | Yann Werner              | G.s                      | UG                       | 1 739        | 20,44        |             |             |
|                          |                          |                          |                          |              |              |             |             |
| Suffrages exprimés       | Suffrages exprimés       | Suffrages exprimés       | Suffrages exprimés       | 8 507        | 94,54        | 8 222       | 92,45       |
| Votes blancs             | Votes blancs             | Votes blancs             | Votes blancs             | 342          | 3,80         | 499         | 5,61        |
| Votes nuls               | Votes nuls               | Votes nuls               | Votes nuls               | 149          | 1,66         | 172         | 1,93        |
| Total                    | Total                    | Total                    | Total                    | 8 998        | 100          | 8 893       | 100         |
| Abstention               | Abstention               | Abstention               | Abstention               | 21 962       | 70,94        | 22 066      | 71,27       |
| Inscrits / participation | Inscrits / participation | Inscrits / participation | Inscrits / participation | 30 960       | 29,06        | 30 959      | 28,73       |

### Canton de Forbach
| Candidats                | Candidats                | Partis                   | Nuance                   | Premier tour | Premier tour | Second tour | Second tour |
| Candidats                | Candidats                | Partis                   | Nuance                   | Voix         | %            | Voix        | %           |
| ------------------------ | ------------------------ | ------------------------ | ------------------------ | ------------ | ------------ | ----------- | ----------- |
|                          | Christelle Loria-Manck   | DVD                      | UD                       | 1 229        | 26,37        | 2 866       | 59,68       |
|                          | Gilbert Schuh            | UDI                      | UD                       | 1 229        | 26,37        | 2 866       | 59,68       |
|                          | Olivier Caps             | RN                       | RN                       | 1 112        | 23,86        | 1 936       | 40,32       |
|                          | Françoise Staub          | RN                       | RN                       | 1 112        | 23,86        | 1 936       | 40,32       |
|                          | Christian Peyron         | DVD                      | DVD                      | 913          | 19,59        |             |             |
|                          | Edith Reichert           | DVD                      | DVD                      | 913          | 19,59        |             |             |
|                          | Aziz Bendaouadji         | EÉLV                     | UGE                      | 641          | 13,76        |             |             |
|                          | Anne Kaas                | PS                       | UGE                      | 641          | 13,76        |             |             |
|                          | Carmen Diligent          | LR                       | DVD                      | 397          | 8,52         |             |             |
|                          | Bernard Lapp             | DVD                      | DVD                      | 397          | 8,52         |             |             |
|                          | Patricia Bruckmann       | LP                       | EXD                      | 368          | 7,90         |             |             |
|                          | Florian Philippot        | LP                       | EXD                      | 368          | 7,90         |             |             |
|                          |                          |                          |                          |              |              |             |             |
| Suffrages exprimés       | Suffrages exprimés       | Suffrages exprimés       | Suffrages exprimés       | 4 660        | 96,18        | 4 802       | 93,77       |
| Votes blancs             | Votes blancs             | Votes blancs             | Votes blancs             | 121          | 2,50         | 233         | 4,55        |
| Votes nuls               | Votes nuls               | Votes nuls               | Votes nuls               | 64           | 0,25         | 86          | 1,68        |
| Total                    | Total                    | Total                    | Total                    | 4 845        | 100          | 5 121       | 100         |
| Abstention               | Abstention               | Abstention               | Abstention               | 20 320       | 80,75        | 20 050      | 79,66       |
| Inscrits / participation | Inscrits / participation | Inscrits / participation | Inscrits / participation | 25 165       | 19,25        | 25 171      | 20,34       |

### Canton de Freyming-Merlebach
| Candidats                | Candidats                | Partis                   | Nuance                   | Premier tour | Premier tour | Second tour | Second tour |
| Candidats                | Candidats                | Partis                   | Nuance                   | Voix         | %            | Voix        | %           |
| ------------------------ | ------------------------ | ------------------------ | ------------------------ | ------------ | ------------ | ----------- | ----------- |
|                          | Léonce-Henriette Celka   | MR                       | UD                       | 2 028        | 38,67        | 2 850       | 51,53       |
|                          | Laurent Muller           | LR                       | UD                       | 2 028        | 38,67        | 2 850       | 51,53       |
|                          | Françoise Goldite        | PS                       | SOC                      | 1 863        | 35,52        | 2 681       | 48,47       |
|                          | Laurent Kleinhentz       | PS                       | SOC                      | 1 863        | 35,52        | 2 681       | 48,47       |
|                          | Romuald Claus            | RN                       | RN                       | 1 354        | 25,82        |             |             |
|                          | Maryvonne Grill          | RN                       | RN                       | 1 354        | 25,82        |             |             |
|                          |                          |                          |                          |              |              |             |             |
| Suffrages exprimés       | Suffrages exprimés       | Suffrages exprimés       | Suffrages exprimés       | 5 245        | 96,79        | 5 531       | 94,58       |
| Votes blancs             | Votes blancs             | Votes blancs             | Votes blancs             | 118          | 2,18         | 239         | 4,09        |
| Votes nuls               | Votes nuls               | Votes nuls               | Votes nuls               | 56           | 1,03         | 78          | 1,33        |
| Total                    | Total                    | Total                    | Total                    | 5 419        | 100          | 5 848       | 100         |
| Abstention               | Abstention               | Abstention               | Abstention               | 16 299       | 75,05        | 15 874      | 73,08       |
| Inscrits / participation | Inscrits / participation | Inscrits / participation | Inscrits / participation | 21 718       | 24,95        | 21 722      | 26,92       |

### Canton d'Hayange
| Candidats                | Candidats                | Partis                   | Nuance                   | Premier tour | Premier tour | Second tour | Second tour |
| Candidats                | Candidats                | Partis                   | Nuance                   | Voix         | %            | Voix        | %           |
| ------------------------ | ------------------------ | ------------------------ | ------------------------ | ------------ | ------------ | ----------- | ----------- |
|                          | Murielle Deiss           | RN                       | RN                       | 2 656        | 40,89        | 3 315       | 49,54       |
|                          | Mickaël Lurguie          | RN                       | RN                       | 2 656        | 40,89        | 3 315       | 49,54       |
|                          | Nathalie Ambrosin-Chini  | PS                       | DVG                      | 1 499        | 23,08        | 3 376       | 50,46       |
|                          | Luc Corradi              | DVG                      | DVG                      | 1 499        | 23,08        | 3 376       | 50,46       |
|                          | Rébecca Adam             | DVC                      | UCG                      | 1 069        | 16,46        |             |             |
|                          | Brahim Hammouche         | MoDem                    | UCG                      | 1 069        | 16,46        |             |             |
|                          | Magalie Labate           | SE                       | DIV                      | 942          | 14,50        |             |             |
|                          | Camille Rosso            | SE                       | DIV                      | 942          | 14,50        |             |             |
|                          | Gilles Alesch            | POID                     | EXG                      | 329          | 5,07         |             |             |
|                          | Anne-Catherine Levecque  | POID                     | EXG                      | 329          | 5,07         |             |             |
|                          |                          |                          |                          |              |              |             |             |
| Suffrages exprimés       | Suffrages exprimés       | Suffrages exprimés       | Suffrages exprimés       | 6 495        | 95,12        | 6 691       | 94,69       |
| Votes blancs             | Votes blancs             | Votes blancs             | Votes blancs             | 207          | 3,03         | 263         | 3,72        |
| Votes nuls               | Votes nuls               | Votes nuls               | Votes nuls               | 126          | 1,85         | 112         | 1,59        |
| Total                    | Total                    | Total                    | Total                    | 6 828        | 100          | 7 066       | 100         |
| Abstention               | Abstention               | Abstention               | Abstention               | 23 422       | 77,43        | 23 188      | 76,64       |
| Inscrits / participation | Inscrits / participation | Inscrits / participation | Inscrits / participation | 30 250       | 22,57        | 30 254      | 23,36       |

### Canton de Metz-1
| Candidats                | Candidats                 | Partis                   | Nuance                   | Premier tour | Premier tour | Second tour | Second tour |
| Candidats                | Candidats                 | Partis                   | Nuance                   | Voix         | %            | Voix        | %           |
| ------------------------ | ------------------------- | ------------------------ | ------------------------ | ------------ | ------------ | ----------- | ----------- |
|                          | Patrick Thil              | LR                       | UD                       | 1 663        | 31,94        | 2 721       | 51,50       |
|                          | Doan Tran                 | DVD                      | UD                       | 1 663        | 31,94        | 2 721       | 51,50       |
|                          | Patricia Sallusti         | PS                       | UGE                      | 1 640        | 31,50        | 2 562       | 48,50       |
|                          | Frédéric Vitoux           | EÉLV                     | UGE                      | 1 640        | 31,50        | 2 562       | 48,50       |
|                          | Grégory Dufour            | RN                       | RN                       | 1 052        | 20,20        |             |             |
|                          | Françoise Grolet (simple) | RN                       | RN                       | 1 052        | 20,20        |             |             |
|                          | Naomi Gallois             | G.s                      | UG                       | 412          | 7,91         |             |             |
|                          | Jérémy Matteucci          | LRDG                     | UG                       | 412          | 7,91         |             |             |
|                          | Sabrina Kirchner          | TdP                      | DVC                      | 161          | 3,09         |             |             |
|                          | Atmane Maameri            | TdP                      | DVC                      | 161          | 3,09         |             |             |
|                          | Isabelle Pino             | POID                     | EXG                      | 147          | 2,82         |             |             |
|                          | Gabriel Zimmermann        | POID                     | EXG                      | 147          | 2,82         |             |             |
|                          | Magali Getrey             | DVC                      | DVC                      | 132          | 2,54         |             |             |
|                          | Gilles Neffati            | DVC                      | DVC                      | 132          | 2,54         |             |             |
|                          |                           |                          |                          |              |              |             |             |
| Suffrages exprimés       | Suffrages exprimés        | Suffrages exprimés       | Suffrages exprimés       | 5 207        | 95,63        | 5 283       | 92,23       |
| Votes blancs             | Votes blancs              | Votes blancs             | Votes blancs             | 150          | 0,69         | 315         | 5,50        |
| Votes nuls               | Votes nuls                | Votes nuls               | Votes nuls               | 88           | 0,41         | 130         | 2,27        |
| Total                    | Total                     | Total                    | Total                    | 5 445        | 100          | 5 728       | 100         |
| Abstention               | Abstention                | Abstention               | Abstention               | 16 218       | 74,86        | 15 938      | 73,56       |
| Inscrits / participation | Inscrits / participation  | Inscrits / participation | Inscrits / participation | 21 663       | 25,14        | 21 666      | 26,44       |

### Canton de Metz-2
| Candidats                | Candidats                | Partis                   | Nuance                   | Premier tour | Premier tour | Second tour | Second tour |
| Candidats                | Candidats                | Partis                   | Nuance                   | Voix         | %            | Voix        | %           |
| ------------------------ | ------------------------ | ------------------------ | ------------------------ | ------------ | ------------ | ----------- | ----------- |
|                          | Patricia Arnold          | LR                       | LR                       | 1 698        | 36,83        | 3 510       | 75,52       |
|                          | Khalifé Khalifé          | DVD                      | LR                       | 1 698        | 36,83        | 3 510       | 75,52       |
|                          | Divine Hourt             | RN                       | RN                       | 1 000        | 21,69        | 1 138       | 24,48       |
|                          | Grégoire Laloux          | RN                       | RN                       | 1 000        | 21,69        | 1 138       | 24,48       |
|                          | Jacques Maréchal         | PCF                      | UGE                      | 975          | 21,15        |             |             |
|                          | Émilie Oukoloff          | EÉLV                     | UGE                      | 975          | 21,15        |             |             |
|                          | Mehdi Bouanane           | LREM                     | UC                       | 656          | 14,23        |             |             |
|                          | Sandrine Croatto         | LREM                     | UC                       | 656          | 14,23        |             |             |
|                          | Léa Behr                 | LRDG                     | UG                       | 281          | 6,10         |             |             |
|                          | Stéphane Corbion         | LFI                      | UG                       | 281          | 6,10         |             |             |
|                          |                          |                          |                          |              |              |             |             |
| Suffrages exprimés       | Suffrages exprimés       | Suffrages exprimés       | Suffrages exprimés       | 4 610        | 96,77        | 4 648       | 91,07       |
| Votes blancs             | Votes blancs             | Votes blancs             | Votes blancs             | 104          | 2,18         | 332         | 6,50        |
| Votes nuls               | Votes nuls               | Votes nuls               | Votes nuls               | 50           | 1,05         | 124         | 2,43        |
| Total                    | Total                    | Total                    | Total                    | 4 764        | 100          | 5 104       | 100         |
| Abstention               | Abstention               | Abstention               | Abstention               | 17 604       | 78,70        | 17 268      | 77,19       |
| Inscrits / participation | Inscrits / participation | Inscrits / participation | Inscrits / participation | 22 368       | 21,20        | 22 372      | 22,81       |

### Canton de Metz-3
| Candidats                | Candidats                | Partis                   | Nuance                   | Premier tour | Premier tour | Second tour | Second tour |
| Candidats                | Candidats                | Partis                   | Nuance                   | Voix         | %            | Voix        | %           |
| ------------------------ | ------------------------ | ------------------------ | ------------------------ | ------------ | ------------ | ----------- | ----------- |
|                          | Emmanuel Lebeau          | DVD                      | DVD                      | 1 978        | 29,41        | 4 013       | 57,82       |
|                          | Anne Stemart             | LR                       | DVD                      | 1 978        | 29,41        | 4 013       | 57,82       |
|                          | Yoan Hadadi              | PS                       | UGE                      | 1 459        | 21,69        | 2 927       | 42,18       |
|                          | Sélima Saadi             | PS                       | UGE                      | 1 459        | 21,69        | 2 927       | 42,18       |
|                          | Christian Bemer          | RN                       | RN                       | 1 161        | 17,28        |             |             |
|                          | Marie-Claude Voinçon     | RN                       | RN                       | 1 161        | 17,28        |             |             |
|                          | Jérémy Aldrin            | Agir                     | UC                       | 890          | 13,23        |             |             |
|                          | Marjorie Goujon          | MoDem                    | UC                       | 890          | 13,23        |             |             |
|                          | Anne-Catherine Leucart   | DVG                      | UCG                      | 563          | 8,37         |             |             |
|                          | Thomas Scudéri           | DVG                      | UCG                      | 563          | 8,37         |             |             |
|                          | Arnaud de Sousa          | G.s                      | UG                       | 521          | 7,75         |             |             |
|                          | Lucie Maignan            | G.s                      | UG                       | 521          | 7,75         |             |             |
|                          | Marie-Jeanne Becht       | POID                     | EXG                      | 153          | 2,27         |             |             |
|                          | Vincent Metzinger        | POID                     | EXG                      | 153          | 2,27         |             |             |
|                          |                          |                          |                          |              |              |             |             |
| Suffrages exprimés       | Suffrages exprimés       | Suffrages exprimés       | Suffrages exprimés       | 6 726        | 97,21        | 6 940       | 93,72       |
| Votes blancs             | Votes blancs             | Votes blancs             | Votes blancs             | 124          | 1,79         | 314         | 4,24        |
| Votes nuls               | Votes nuls               | Votes nuls               | Votes nuls               | 69           | 1,00         | 151         | 2,04        |
| Total                    | Total                    | Total                    | Total                    | 6 919        | 100          | 7 405       | 100         |
| Abstention               | Abstention               | Abstention               | Abstention               | 18 366       | 72,64        | 17 886      | 70,72       |
| Inscrits / participation | Inscrits / participation | Inscrits / participation | Inscrits / participation | 25 285       | 27,36        | 25 291      | 29,28       |

### Canton de Metzervisse
| Candidats                | Candidats                | Partis                   | Nuance                   | Premier tour | Premier tour | Second tour | Second tour |
| Candidats                | Candidats                | Partis                   | Nuance                   | Voix         | %            | Voix        | %           |
| ------------------------ | ------------------------ | ------------------------ | ------------------------ | ------------ | ------------ | ----------- | ----------- |
|                          | Pierre Tacconi           | MR                       | UD                       | 2 786        | 38,97        | 3 971       | 53,36       |
|                          | Magaly Tonin             | LR                       | UD                       | 2 786        | 38,97        | 3 971       | 53,36       |
|                          | Isabelle Cornette        | DVD                      | DVD                      | 2 670        | 37,34        | 3 471       | 46,64       |
|                          | Pierre Heine             | DVD                      | DVD                      | 2 670        | 37,34        | 3 471       | 46,64       |
|                          | Céline Lampert           | RN                       | RN                       | 1 694        | 23,69        |             |             |
|                          | Aleksandar Petrovic      | RN                       | RN                       | 1 694        | 23,69        |             |             |
|                          |                          |                          |                          |              |              |             |             |
| Suffrages exprimés       | Suffrages exprimés       | Suffrages exprimés       | Suffrages exprimés       | 7 150        | 94,41        | 7 442       | 92,16       |
| Votes blancs             | Votes blancs             | Votes blancs             | Votes blancs             | 307          | 4,05         | 517         | 6,40        |
| Votes nuls               | Votes nuls               | Votes nuls               | Votes nuls               | 116          | 1,53         | 116         | 1,44        |
| Total                    | Total                    | Total                    | Total                    | 7 573        | 100          | 8 075       | 100         |
| Abstention               | Abstention               | Abstention               | Abstention               | 21 974       | 74,37        | 21 476      | 72,67       |
| Inscrits / participation | Inscrits / participation | Inscrits / participation | Inscrits / participation | 29 547       | 25,63        | 29 551      | 27,33       |

### Canton de Montigny-lès-Metz
| Candidats                | Candidats                | Partis                   | Nuance                   | Premier tour | Premier tour | Second tour | Second tour |
| Candidats                | Candidats                | Partis                   | Nuance                   | Voix         | %            | Voix        | %           |
| ------------------------ | ------------------------ | ------------------------ | ------------------------ | ------------ | ------------ | ----------- | ----------- |
|                          | Jean-Luc Bohl            | UDI                      | UD                       | 5 327        | 58,22        | 6 771       | 73,22       |
|                          | Marie-Louise Kuntz       | LR                       | UD                       | 5 327        | 58,22        | 6 771       | 73,22       |
|                          | Yacine Tissnaoui         | EÉLV                     | UGE                      | 1 925        | 21,04        | 2 477       | 26,78       |
|                          | Irma Vollmer             | PCF                      | UGE                      | 1 925        | 21,04        | 2 477       | 26,78       |
|                          | Nadine Simon             | RN                       | RN                       | 1 897        | 20,73        |             |             |
|                          | Jean-François Somny      | RN                       | RN                       | 1 897        | 20,73        |             |             |
|                          |                          |                          |                          |              |              |             |             |
| Suffrages exprimés       | Suffrages exprimés       | Suffrages exprimés       | Suffrages exprimés       | 9 149        | 96,25        | 9 248       | 93,25       |
| Votes blancs             | Votes blancs             | Votes blancs             | Votes blancs             | 244          | 2,57         | 477         | 4,81        |
| Votes nuls               | Votes nuls               | Votes nuls               | Votes nuls               | 112          | 1,18         | 192         | 1,94        |
| Total                    | Total                    | Total                    | Total                    | 9 505        | 100          | 9 917       | 100         |
| Abstention               | Abstention               | Abstention               | Abstention               | 22 769       | 70,55        | 22 358      | 69,27       |
| Inscrits / participation | Inscrits / participation | Inscrits / participation | Inscrits / participation | 32 274       | 29,45        | 32 275      | 30,73       |

### Canton du Pays messin
| Candidats                | Candidats                | Partis                   | Nuance                   | Premier tour | Premier tour | Second tour | Second tour |
| Candidats                | Candidats                | Partis                   | Nuance                   | Voix         | %            | Voix        | %           |
| ------------------------ | ------------------------ | ------------------------ | ------------------------ | ------------ | ------------ | ----------- | ----------- |
|                          | Patrick Grélot           | DVD                      | DVD                      | 4 406        | 45,10        | 6 257       | 62,76       |
|                          | Marie-Jo Zimmermann      | DVD                      | DVD                      | 4 406        | 45,10        | 6 257       | 62,76       |
|                          | Fatima Becker            | DVG                      | DVG                      | 2 312        | 23,67        | 3 713       | 37,24       |
|                          | Éric Gulino              | PS                       | DVG                      | 2 312        | 23,67        | 3 713       | 37,24       |
|                          | Roland Chloup            | DVD                      | UD                       | 2 233        | 22,86        |             |             |
|                          | Martine Gillard          | DVD                      | UD                       | 2 233        | 22,86        |             |             |
|                          | Cyrille Becker           | LREM                     | UC                       | 818          | 8,37         |             |             |
|                          | Evelyne Vincent          | DVC                      | UC                       | 818          | 8,37         |             |             |
|                          |                          |                          |                          |              |              |             |             |
| Suffrages exprimés       | Suffrages exprimés       | Suffrages exprimés       | Suffrages exprimés       | 9 769        | 92,57        | 9 970       | 93,26       |
| Votes blancs             | Votes blancs             | Votes blancs             | Votes blancs             | 609          | 5,77         | 567         | 5,30        |
| Votes nuls               | Votes nuls               | Votes nuls               | Votes nuls               | 175          | 1,66         | 154         | 1,44        |
| Total                    | Total                    | Total                    | Total                    | 10 553       | 100          | 10 691      | 100         |
| Abstention               | Abstention               | Abstention               | Abstention               | 22 564       | 68,13        | 22 432      | 67,72       |
| Inscrits / participation | Inscrits / participation | Inscrits / participation | Inscrits / participation | 33 117       | 31,87        | 33 123      | 32,28       |

### Canton de Phalsbourg
| Candidats                | Candidats                | Partis                   | Nuance                   | Premier tour | Premier tour | Second tour | Second tour |
| Candidats                | Candidats                | Partis                   | Nuance                   | Voix         | %            | Voix        | %           |
| ------------------------ | ------------------------ | ------------------------ | ------------------------ | ------------ | ------------ | ----------- | ----------- |
|                          | Véréna Fogel-Gossé       | DVD                      | UCD                      | 2 452        | 29,82        | 4 034       | 52,17       |
|                          | Patrick Reichheld        | UDI                      | UCD                      | 2 452        | 29,82        | 4 034       | 52,17       |
|                          | Régis Idoux              | DVD                      | DVD                      | 1 837        | 22,34        | 3 699       | 47,83       |
|                          | Nicole Pierrard          | DVD                      | DVD                      | 1 837        | 22,34        | 3 699       | 47,83       |
|                          | Patrick Breining         | RN                       | RN                       | 1 605        | 19,52        |             |             |
|                          | Sandrine Lallement       | RN                       | RN                       | 1 605        | 19,52        |             |             |
|                          | Véronique Madelaine      | DVD                      | DVD                      | 1 344        | 16,34        |             |             |
|                          | Emmanuel Riehl           | DVD                      | DVD                      | 1 344        | 16,34        |             |             |
|                          | Fanny Massignan-Astruc   | EÉLV                     | UGE                      | 986          | 11,99        |             |             |
|                          | Antoine Villard          | LFI                      | UGE                      | 986          | 11,99        |             |             |
|                          |                          |                          |                          |              |              |             |             |
| Suffrages exprimés       | Suffrages exprimés       | Suffrages exprimés       | Suffrages exprimés       | 8 224        | 96,10        | 7 733       | 92,28       |
| Votes blancs             | Votes blancs             | Votes blancs             | Votes blancs             | 246          | 2,87         | 475         | 5,67        |
| Votes nuls               | Votes nuls               | Votes nuls               | Votes nuls               | 88           | 1,03         | 172         | 2,05        |
| Total                    | Total                    | Total                    | Total                    | 8 558        | 100          | 8 380       | 100         |
| Abstention               | Abstention               | Abstention               | Abstention               | 17 274       | 66,87        | 17 445      | 67,55       |
| Inscrits / participation | Inscrits / participation | Inscrits / participation | Inscrits / participation | 25 832       | 33,13        | 25 825      | 32,45       |

### Canton de Rombas
| Candidats                | Candidats                | Partis                   | Nuance                   | Premier tour | Premier tour | Second tour | Second tour |
| Candidats                | Candidats                | Partis                   | Nuance                   | Voix         | %            | Voix        | %           |
| ------------------------ | ------------------------ | ------------------------ | ------------------------ | ------------ | ------------ | ----------- | ----------- |
|                          | Danielle Calcari-Jean    | DVG                      | DVG                      | 4 609        | 60,60        | 4 669       | 61,74       |
|                          | Lionel Fournier          | PS                       | DVG                      | 4 609        | 60,60        | 4 669       | 61,74       |
|                          | Dimitri Késy             | RN                       | RN                       | 2 996        | 39,40        | 2 893       | 38,26       |
|                          | Virginie Labrousse       | RN                       | RN                       | 2 996        | 39,40        | 2 893       | 38,26       |
|                          |                          |                          |                          |              |              |             |             |
| Suffrages exprimés       | Suffrages exprimés       | Suffrages exprimés       | Suffrages exprimés       | 7 605        | 92,89        | 7 562       | 94,17       |
| Votes blancs             | Votes blancs             | Votes blancs             | Votes blancs             | 455          | 5,56         | 371         | 4,62        |
| Votes nuls               | Votes nuls               | Votes nuls               | Votes nuls               | 127          | 1,55         | 97          | 1,21        |
| Total                    | Total                    | Total                    | Total                    | 8 187        | 100          | 8 030       | 100         |
| Abstention               | Abstention               | Abstention               | Abstention               | 25 862       | 75,96        | 26 026      | 76,42       |
| Inscrits / participation | Inscrits / participation | Inscrits / participation | Inscrits / participation | 34 049       | 24,04        | 34 056      | 23,58       |

### Canton de Saint-Avold
| Candidats                | Candidats                | Partis                   | Nuance                   | Premier tour | Premier tour | Second tour | Second tour |
| Candidats                | Candidats                | Partis                   | Nuance                   | Voix         | %            | Voix        | %           |
| ------------------------ | ------------------------ | ------------------------ | ------------------------ | ------------ | ------------ | ----------- | ----------- |
|                          | Flora Pili               | DVC                      | UCD                      | 2 252        | 29,02        | 4 932       | 65,97       |
|                          | Emmanuel Schuler         | DVC                      | UCD                      | 2 252        | 29,02        | 4 932       | 65,97       |
|                          | Christian Antony         | RN                       | RN                       | 1 660        | 21,39        | 2 544       | 34,03       |
|                          | Sylvie Lebel             | RN                       | RN                       | 1 660        | 21,39        | 2 544       | 34,03       |
|                          | Amandine Guérin-Sulpin   | DVC                      | UC                       | 953          | 12,28        |             |             |
|                          | Umit Yildirim            | LREM                     | UC                       | 953          | 12,28        |             |             |
|                          | Tristan Atmania          | MR                       | UCD                      | 881          | 11,35        |             |             |
|                          | Marie-France Guerriero   | DVC                      | UCD                      | 881          | 11,35        |             |             |
|                          | Joël Froeliger           | PCF                      | UG                       | 798          | 10,28        |             |             |
|                          | Madeleine Mazzone        | PCF                      | UG                       | 798          | 10,28        |             |             |
|                          | Denis Garcia             | DVD                      | DVD                      | 731          | 9,42         |             |             |
|                          | Karima Tiguemounine      | DVD                      | DVD                      | 731          | 9,42         |             |             |
|                          | Hervé Hocquet            | DLF                      | DSV                      | 239          | 3,08         |             |             |
|                          | Agnès Lenert             | DLF                      | DSV                      | 239          | 3,08         |             |             |
|                          | Lydie Lesellier          | LP                       | EXD                      | 141          | 1,82         |             |             |
|                          | Luc Minier               | LP                       | EXD                      | 141          | 1,82         |             |             |
|                          | Roland Herhammer         | RES                      | DVD                      | 105          | 1,35         |             |             |
|                          | Sandra Zinck             | RES                      | DVD                      | 105          | 1,35         |             |             |
|                          |                          |                          |                          |              |              |             |             |
| Suffrages exprimés       | Suffrages exprimés       | Suffrages exprimés       | Suffrages exprimés       | 6 536        | 93,81        | 7 476       | 94,18       |
| Votes blancs             | Votes blancs             | Votes blancs             | Votes blancs             | 315          | 4,52         | 355         | 4,47        |
| Votes nuls               | Votes nuls               | Votes nuls               | Votes nuls               | 116          | 1,66         | 107         | 1,35        |
| Total                    | Total                    | Total                    | Total                    | 6 967        | 100          | 7 938       | 100         |
| Abstention               | Abstention               | Abstention               | Abstention               | 18 125       | 72,23        | 21 034      | 72,60       |
| Inscrits / participation | Inscrits / participation | Inscrits / participation | Inscrits / participation | 25 092       | 27,77        | 28 972      | 27,40       |

### Canton de Sarralbe
| Candidats                | Candidats                   | Partis                   | Nuance                   | Premier tour | Premier tour | Second tour | Second tour |
| Candidats                | Candidats                   | Partis                   | Nuance                   | Voix         | %            | Voix        | %           |
| ------------------------ | --------------------------- | ------------------------ | ------------------------ | ------------ | ------------ | ----------- | ----------- |
|                          | Éric Bauer                  | RN                       | RN                       | 1 906        | 29,16        | 2 471       | 39,32       |
|                          | Josiane Marison             | RN                       | RN                       | 1 906        | 29,16        | 2 471       | 39,32       |
|                          | Sonya Cristinelli-Fraiboeuf | LR                       | UD                       | 1 851        | 28,32        | 3 813       | 60,68       |
|                          | Romuald Yahiaoui            | LR                       | UD                       | 1 851        | 28,32        | 3 813       | 60,68       |
|                          | Laurence Borysiak           | DVC                      | DVD                      | 1 838        | 28,12        |             |             |
|                          | Pierre-Jean Didiot          | LREM                     | DVD                      | 1 838        | 28,12        |             |             |
|                          | Jeannine Quodbach           | DVD                      | UCD                      | 941          | 14,40        |             |             |
|                          | Philippe Renard             | DVC                      | UCD                      | 941          | 14,40        |             |             |
|                          |                             |                          |                          |              |              |             |             |
| Suffrages exprimés       | Suffrages exprimés          | Suffrages exprimés       | Suffrages exprimés       | 6 536        | 93,81        | 6 284       | 92,97       |
| Votes blancs             | Votes blancs                | Votes blancs             | Votes blancs             | 315          | 4,52         | 387         | 5,73        |
| Votes nuls               | Votes nuls                  | Votes nuls               | Votes nuls               | 116          | 1,66         | 88          | 1,30        |
| Total                    | Total                       | Total                    | Total                    | 6 967        | 100          | 6 759       | 100         |
| Abstention               | Abstention                  | Abstention               | Abstention               | 18 125       | 72,23        | 18 341      | 73,07       |
| Inscrits / participation | Inscrits / participation    | Inscrits / participation | Inscrits / participation | 25 092       | 27,77        | 25 100      | 26,93       |

### Canton de Sarrebourg
| Candidats                | Candidats                | Partis                   | Nuance                   | Premier tour | Premier tour | Second tour | Second tour |
| Candidats                | Candidats                | Partis                   | Nuance                   | Voix         | %            | Voix        | %           |
| ------------------------ | ------------------------ | ------------------------ | ------------------------ | ------------ | ------------ | ----------- | ----------- |
|                          | Christine Herzog         | DVD                      | UCD                      | 3 985        | 59,80        | 4 665       | 74,20       |
|                          | Bernard Simon            | DVD                      | UCD                      | 3 985        | 59,80        | 4 665       | 74,20       |
|                          | Norbert Degrelle         | RN                       | RN                       | 1 552        | 23,29        | 1 622       | 25,80       |
|                          | Sandra Gamba             | RN                       | RN                       | 1 552        | 23,29        | 1 622       | 25,80       |
|                          | Catherine Grosse         | LFI                      | UGE                      | 1 127        | 16,91        |             |             |
|                          | Stéphane Val             | PS                       | UGE                      | 1 127        | 16,91        |             |             |
|                          |                          |                          |                          |              |              |             |             |
| Suffrages exprimés       | Suffrages exprimés       | Suffrages exprimés       | Suffrages exprimés       | 6 664        | 94,26        | 6 287       | 92,55       |
| Votes blancs             | Votes blancs             | Votes blancs             | Votes blancs             | 291          | 4,12         | 385         | 5,67        |
| Votes nuls               | Votes nuls               | Votes nuls               | Votes nuls               | 115          | 1,63         | 121         | 1,78        |
| Total                    | Total                    | Total                    | Total                    | 7 070        | 100          | 6 793       | 100         |
| Abstention               | Abstention               | Abstention               | Abstention               | 15 138       | 68,16        | 15 421      | 69,42       |
| Inscrits / participation | Inscrits / participation | Inscrits / participation | Inscrits / participation | 22 208       | 31,83        | 22 214      | 30,58       |

### Canton de Sarreguemines
| Candidats                | Candidats                | Partis                   | Nuance                   | Premier tour | Premier tour | Second tour | Second tour |
| Candidats                | Candidats                | Partis                   | Nuance                   | Voix         | %            | Voix        | %           |
| ------------------------ | ------------------------ | ------------------------ | ------------------------ | ------------ | ------------ | ----------- | ----------- |
|                          | Jean-Claude Cunat        | UDI                      | DVD                      | 3 617        | 50,36        | 4 928       | 67,58       |
|                          | Evelyne Firtion          | DVD                      | DVD                      | 3 617        | 50,36        | 4 928       | 67,58       |
|                          | Philip Derleder          | RN                       | RN                       | 2 283        | 31,78        | 2 364       | 32,42       |
|                          | Morgane Weber            | RN                       | RN                       | 2 283        | 31,78        | 2 364       | 32,42       |
|                          | Antoine Lenhard          | PS                       | UGE                      | 1 283        | 17,86        |             |             |
|                          | Nadine Mouzard           | PS                       | UGE                      | 1 283        | 17,86        |             |             |
|                          |                          |                          |                          |              |              |             |             |
| Suffrages exprimés       | Suffrages exprimés       | Suffrages exprimés       | Suffrages exprimés       | 7 183        | 94,73        | 7 292       | 94,36       |
| Votes blancs             | Votes blancs             | Votes blancs             | Votes blancs             | 273          | 3,60         | 303         | 3,92        |
| Votes nuls               | Votes nuls               | Votes nuls               | Votes nuls               | 127          | 1,67         | 133         | 1,72        |
| Total                    | Total                    | Total                    | Total                    | 7 583        | 100          | 7 728       | 100         |
| Abstention               | Abstention               | Abstention               | Abstention               | 24 808       | 76,59        | 24 668      | 76,15       |
| Inscrits / participation | Inscrits / participation | Inscrits / participation | Inscrits / participation | 32 931       | 23,41        | 32 396      | 23,85       |

### Canton du Saulnois
| Candidats                | Candidats                | Partis                   | Nuance                   | Premier tour | Premier tour | Second tour | Second tour |
| Candidats                | Candidats                | Partis                   | Nuance                   | Voix         | %            | Voix        | %           |
| ------------------------ | ------------------------ | ------------------------ | ------------------------ | ------------ | ------------ | ----------- | ----------- |
|                          | Gaëtan Benimeddourene    | LR                       | DVD                      | 2 949        | 35,07        | 4 380       | 54,90       |
|                          | Sylvie Bouschbacher      | DVD                      | DVD                      | 2 949        | 35,07        | 4 380       | 54,90       |
|                          | Jeannine Berviller       | UDI                      | DVD                      | 2 579        | 30,67        | 3 598       | 45,10       |
|                          | Stéphane Nicolas         | DVD                      | DVD                      | 2 579        | 30,67        | 3 598       | 45,10       |
|                          | Anne-Marie Blaise        | RN                       | RN                       | 1 918        | 22,81        |             |             |
|                          | Stéphane Chivot          | RN                       | RN                       | 1 918        | 22,81        |             |             |
|                          | Hélène Girardot          | PCF                      | COM                      | 963          | 11,45        |             |             |
|                          | Alain Philippi           | PCF                      | COM                      | 963          | 11,45        |             |             |
|                          |                          |                          |                          |              |              |             |             |
| Suffrages exprimés       | Suffrages exprimés       | Suffrages exprimés       | Suffrages exprimés       | 8 409        | 95,33        | 7 978       | 90,83       |
| Votes blancs             | Votes blancs             | Votes blancs             | Votes blancs             | 275          | 3,12         | 578         | 6,58        |
| Votes nuls               | Votes nuls               | Votes nuls               | Votes nuls               | 137          | 1,55         | 227         | 2,58        |
| Total                    | Total                    | Total                    | Total                    | 8 821        | 100          | 8 783       | 100         |
| Abstention               | Abstention               | Abstention               | Abstention               | 14 525       | 62,22        | 14 554      | 62,36       |
| Inscrits / participation | Inscrits / participation | Inscrits / participation | Inscrits / participation | 23 346       | 37,78        | 23 337      | 37,64       |

### Canton du Sillon mosellan
| Candidats                | Candidats                | Partis                   | Nuance                   | Premier tour | Premier tour | Second tour | Second tour |
| Candidats                | Candidats                | Partis                   | Nuance                   | Voix         | %            | Voix        | %           |
| ------------------------ | ------------------------ | ------------------------ | ------------------------ | ------------ | ------------ | ----------- | ----------- |
|                          | Julien Freyburger        | LR                       | UD                       | 3 389        | 47,45        | 4 803       | 69,67       |
|                          | Valérie Romilly          | DVD                      | UD                       | 3 389        | 47,45        | 4 803       | 69,67       |
|                          | Laureen Ladier           | RN                       | RN                       | 1 921        | 26,90        | 2 091       | 30,33       |
|                          | Jean-François Nardi      | RN                       | RN                       | 1 921        | 26,90        | 2 091       | 30,33       |
|                          | Stéphane Meignel         | PS                       | DVG                      | 1 832        | 25,65        |             |             |
|                          | Mama Sajid               | DVG                      | DVG                      | 1 832        | 25,65        |             |             |
|                          |                          |                          |                          |              |              |             |             |
| Suffrages exprimés       | Suffrages exprimés       | Suffrages exprimés       | Suffrages exprimés       | 7 142        | 95,80        | 6 894       | 92,41       |
| Votes blancs             | Votes blancs             | Votes blancs             | Votes blancs             | 215          | 2,88         | 445         | 5,97        |
| Votes nuls               | Votes nuls               | Votes nuls               | Votes nuls               | 98           | 1,31         | 121         | 1,62        |
| Total                    | Total                    | Total                    | Total                    | 7 455        | 100          | 7 460       | 100         |
| Abstention               | Abstention               | Abstention               | Abstention               | 24 356       | 76,56        | 24 353      | 76,55       |
| Inscrits / participation | Inscrits / participation | Inscrits / participation | Inscrits / participation | 31 811       | 23,44        | 31 813      | 23,45       |

### Canton de Stiring-Wendel
| Candidats                | Candidats                | Partis                   | Nuance                   | Premier tour | Premier tour | Second tour | Second tour |
| Candidats                | Candidats                | Partis                   | Nuance                   | Voix         | %            | Voix        | %           |
| ------------------------ | ------------------------ | ------------------------ | ------------------------ | ------------ | ------------ | ----------- | ----------- |
|                          | Élisabeth Haag,          | DVD                      | DVD                      | 2 014        | 35,65        | 3 295       | 61,52       |
|                          | Constant Kieffer         | LR                       | DVD                      | 2 014        | 35,65        | 3 295       | 61,52       |
|                          | Audrey Kieffer           | RN                       | RN                       | 1 576        | 27,90        | 2 061       | 38,48       |
|                          | Kévin Pfeffer            | RN                       | RN                       | 1 576        | 27,90        | 2 061       | 38,48       |
|                          | Dominique Ferrau         | DVD                      | DVD                      | 1 258        | 22,27        |             |             |
|                          | Élisabeth Siatte         | DVD                      | DVD                      | 1 258        | 22,27        |             |             |
|                          | Jean-Luc Bielitz         | PCF                      | UGE                      | 596          | 10,55        |             |             |
|                          | Inès Corinto             | DVG                      | UGE                      | 596          | 10,55        |             |             |
|                          | Virginie Esteves         | LP                       | EXD                      | 205          | 3,63         |             |             |
|                          | Éric Vilain              | LP                       | EXD                      | 205          | 3,63         |             |             |
|                          |                          |                          |                          |              |              |             |             |
| Suffrages exprimés       | Suffrages exprimés       | Suffrages exprimés       | Suffrages exprimés       | 5 649        | 96,32        | 5 356       | 95,47       |
| Votes blancs             | Votes blancs             | Votes blancs             | Votes blancs             | 151          | 2,57         | 197         | 3,51        |
| Votes nuls               | Votes nuls               | Votes nuls               | Votes nuls               | 65           | 1,11         | 57          | 1,02        |
| Total                    | Total                    | Total                    | Total                    | 5 865        | 100          | 5 610       | 100         |
| Abstention               | Abstention               | Abstention               | Abstention               | 18 636       | 76,06        | 18 893      | 77,10       |
| Inscrits / participation | Inscrits / participation | Inscrits / participation | Inscrits / participation | 24 501       | 23,94        | 24 503      | 22,90       |

### Canton de Thionville
| Candidats                | Candidats                | Partis                   | Nuance                   | Premier tour | Premier tour | Second tour | Second tour |
| Candidats                | Candidats                | Partis                   | Nuance                   | Voix         | %            | Voix        | %           |
| ------------------------ | ------------------------ | ------------------------ | ------------------------ | ------------ | ------------ | ----------- | ----------- |
|                          | Pierre Cuny              | DVD                      | UCD                      | 2 577        | 34,84        | 4 164       | 57,71       |
|                          | Brigitte Schneider       | DVD                      | UCD                      | 2 577        | 34,84        | 4 164       | 57,71       |
|                          | Guy Harau                | EÉLV                     | UGE                      | 1 550        | 20,95        | 3 051       | 42,29       |
|                          | Brigitte Vaïsse          | PS                       | UGE                      | 1 550        | 20,95        | 3 051       | 42,29       |
|                          | Sandrine Jean            | LR                       | LR                       | 1 508        | 20,39        |             |             |
|                          | Olivier Postal           | LR                       | LR                       | 1 508        | 20,39        |             |             |
|                          | Stéphane Reichling       | RN                       | RN                       | 1 330        | 17,98        |             |             |
|                          | Elena Sazonova           | RN                       | RN                       | 1 330        | 17,98        |             |             |
|                          | Nadya Dengel             | PRG                      | RDG                      | 432          | 5,84         |             |             |
|                          | Yan Rutili               | PRG                      | RDG                      | 432          | 5,84         |             |             |
|                          |                          |                          |                          |              |              |             |             |
| Suffrages exprimés       | Suffrages exprimés       | Suffrages exprimés       | Suffrages exprimés       | 7 397        | 97,14        | 7 215       | 92,00       |
| Votes blancs             | Votes blancs             | Votes blancs             | Votes blancs             | 130          | 1,71         | 446         | 5,69        |
| Votes nuls               | Votes nuls               | Votes nuls               | Votes nuls               | 88           | 1,16         | 181         | 2,31        |
| Total                    | Total                    | Total                    | Total                    | 7 615        | 100          | 7 842       | 100         |
| Abstention               | Abstention               | Abstention               | Abstention               | 21 785       | 74,10        | 21 568      | 73,34       |
| Inscrits / participation | Inscrits / participation | Inscrits / participation | Inscrits / participation | 29 400       | 25,90        | 29 410      | 26,66       |

### Canton de Yutz
| Candidats                | Candidats                | Partis                   | Nuance                   | Premier tour | Premier tour | Second tour | Second tour |
| Candidats                | Candidats                | Partis                   | Nuance                   | Voix         | %            | Voix        | %           |
| ------------------------ | ------------------------ | ------------------------ | ------------------------ | ------------ | ------------ | ----------- | ----------- |
|                          | Patrick Weiten,          | UDI                      | UD                       | 4 950        | 56,82        | 6 100       | 70,36       |
|                          | Rachel Zirovnik          | UDI                      | UD                       | 4 950        | 56,82        | 6 100       | 70,36       |
|                          | Delphine Bour            | PCF                      | UGE                      | 2 076        | 23,83        | 2 570       | 29,64       |
|                          | Pascal Landragin         | EÉLV                     | UGE                      | 2 076        | 23,83        | 2 570       | 29,64       |
|                          | Julien Darada            | RN                       | RN                       | 1 686        | 19,35        |             |             |
|                          | Monique Stutz            | RN                       | RN                       | 1 686        | 19,35        |             |             |
|                          |                          |                          |                          |              |              |             |             |
| Suffrages exprimés       | Suffrages exprimés       | Suffrages exprimés       | Suffrages exprimés       | 8 712        | 95,90        | 8 670       | 93,89       |
| Votes blancs             | Votes blancs             | Votes blancs             | Votes blancs             | 261          | 2,87         | 382         | 4,14        |
| Votes nuls               | Votes nuls               | Votes nuls               | Votes nuls               | 111          | 1,22         | 182         | 1,97        |
| Total                    | Total                    | Total                    | Total                    | 9 084        | 100          | 9 234       | 100         |
| Abstention               | Abstention               | Abstention               | Abstention               | 27 718       | 75,32        | 27 576      | 74,91       |
| Inscrits / participation | Inscrits / participation | Inscrits / participation | Inscrits / participation | 36 802       | 24,68        | 36 810      | 25,09       |